# Louis Agyemang
Louis Agyemang, né le 4 avril 1984 à Accra, est un footballeur international ghanéen évoluant au poste d'attaquant.

## Biographie
Attaquant des Black Stars, Louis Agyemang a été appelé durant les éliminatoires de la Coupe du monde de football 2006 uniquement contre la RD Congo (1-1). Il faut attendre la préparation pour la CAN 2006 en Égypte pour sa deuxième sélection, contre le Togo. Il fait partie des sélectionnés pour la CAN 2006, sans jouer une seule minute. Après cela, il n'est plus appelé en sélection.
En club, il a remporté le championnat du Ghana 2002 et 2004 ainsi que la Coupe de la confédération 2004 avec le Hearts of Oak. 